# Chimonobambusa puberula
Chimonobambusa puberula är en gräsart som först beskrevs av Yi Li Keng, och fick sitt nu gällande namn av Kai Min Lan. Chimonobambusa puberula ingår i släktet Chimonobambusa och familjen gräs. Inga underarter finns listade i Catalogue of Life.